# Смена (футбольный клуб, Комсомольск-на-Амуре)
«Смена» — советский и российский футбольный клуб из Комсомольска-на-Амуре, существовавший с 1935 до 2018 года.
В первенствах СССР и России среди команд мастеров (на профессиональном уровне) выступал также под названием «Амур». В 2002—2018 годах команда «Смена» играла в зоне «Восток» второго дивизиона. Учредителями клуба были КнААЗ и администрация города.

## Клубные цвета
| Голубой | Белый | Зелёный |

## Названия
- 1935—1938: «Строитель»
- 1940—1946: «Крылья Советов»
- 1947—1956: «Динамо»
- 1957—1959: «Локомотив»
- 1960—1977: «Авангард»
- 1977—1994: «Амур»
- с 2002: «Смена»[2]

## История
Первые футбольные команды на восточной окраине Российской империи появились в 1910 году, на 9 лет позже, чем это произошло в Москве. Впервые на всесоюзной арене команда из Комсомольска-на-Амуре появилась в 1937 году, когда «Строитель» принял участие в Кубке СССР. После первого же матча он выбыл из розыгрыша, проиграв в 1/64 финала читинскому «Золотопрофсоюзу» (2:3). С 1957 по 1970 представители Комсомольска-на-Амуре участвовали в первенстве СССР среди команд класса Б. Наилучший результат — 3-е место в 1963 году. В первенствах СССР среди команд второй лиги комсомольчане играли с 1978 по 1991 год. Наилучший результат — 3-е место в 1984 году. В первенствах России команды из Комсомольска-на-Амуре принимали участие в 1992—1994 годах и с 2002 года.
Комсомольская футбольная команда в своём нынешнем виде была образована в 2002 году. Учредителями футбольного клуба выступили КнААЗ и Администрация города. В 2002 году «Смена» заняла 10-е место среди команд второго дивизиона зоны «Восток», год спустя — 5-е. В 2007 году комсомольчане поднялись на четвёртую строчку. В 2008 году команда впервые заняла 2-е место. В сезоне 2013/2014 комсомольская команда завоевала 3-е место. А в сезоне 2015/2016 «Смена» впервые в истории заняла 1-е место в ПФЛ зоны «Восток» и стала чемпионом.
Первые тренировки футболистов «Смены» проходили под руководством Владимира Сусина, который внёс большой вклад в развитие городского футбола. С 2005 года и по 2012 год у руля команды стоял местный специалист Виктор Игнатенко,место рождение которого п.Горный Солнечный район Хабаровский край. Под его руководством «Смена» стала добиваться лучших результатов. С 2012 года по 2016 год команду возглавлял Михаил Семенов. С 2016 года главным тренером «Смены» стал Максим Швецов.
По итогам сезона 2015/2016 в Первенстве ПФЛ команда заняла 1-е место и получило повышение в первенство ФНЛ. Но 3 июня 2016 года руководство футбольного клуба «Смена» приняло решение об отказе перехода команды из ПФЛ в ФНЛ.
На сезон-2018/19 в ПФЛ «Смена» не заявилась. ПФЛ планировалось разделить группу «Восток» на две подгруппы: дальневосточную и сибирскую, однако из-за нехватки прошедших лицензирование команд на Дальнем Востоке было принято решение проводить соревнования только на территории сибирского региона. «Сахалин» стал базироваться и играть в Томске, «Смена» от участия на таких условиях отказалась, было решено пропустить сезон-2018/19 в ПФЛ. В сезоне-2019/20 также не участвовала. В сезоне-2020/21 группа «Восток» была ликвидирована, команды распределены по другим группам, «Смены» среди них не оказалось.

## Результаты выступлений

### Первенство СССР
| Сезон | Лига                        | Место    | И  | В  | Н  | П  | М     | О  | Примечания |
| ----- | --------------------------- | -------- | -- | -- | -- | -- | ----- | -- | --- |
|       |                             |          |    |    |    |    |       |    | В 1977 году — участие в Кубке РСФСР среди команд КФК (победа в дальневосточной зоне) и Кубке СССР среди команд КФК. В 1980, 1981, 1983—1988 годах — участие в Кубке РСФСР среди команд второй лиги. В 1955 году команда также принимала участие в чемпионате РСФСР среди команд КФК. |
| 1978  | Вторая лига, зона 6         | 19 из 21 | 40 | 11 | 10 | 19 | 40-53 | 32 | |
| 1979  | Вторая лига, зона 6         | 14 из 21 | 40 | 14 | 6  | 20 | 48-52 | 34 | |
| 1980  | Вторая лига, зона 4         | 9 из 12  | 44 | 15 | 8  | 21 | 50-63 | 38 | |
| 1981  | Вторая лига, зона 4         | 15 из 17 | 32 | 9  | 8  | 15 | 27-46 | 26 | |
| 1982  | Вторая лига, зона 4         | 8 из 15  | 28 | 9  | 11 | 8  | 34-30 | 29 | |
| 1983  | Вторая лига, зона 4         | 12 из 14 | 26 | 7  | 6  | 13 | 24-31 | 20 | |
| 1984  | Вторая лига, зона 4         | из 14    | 26 | 15 | 5  | 6  | 41-20 | 35 | |
| 1985  | Вторая лига, зона 4         | 12 из 14 | 26 | 6  | 5  | 15 | 20-37 | 17 | |
| 1986  | Вторая лига, зона 4         | 11 из 14 | 26 | 6  | 8  | 12 | 29-38 | 20 | |
| 1987  | Вторая лига, зона 4         | 7 из 15  | 28 | 11 | 6  | 11 | 32-35 | 28 | |
| 1988  | Вторая лига, зона 4         | 9 из 16  | 30 | 12 | 7  | 11 | 33-31 | 31 | |
| 1989  | Вторая лига, зона 4         | 15 из 19 | 36 | 10 | 11 | 15 | 41-58 | 31 | |
| 1990  | Вторая низшая лига, зона 10 | 7 из 15  | 28 | 13 | 4  | 11 | 33-32 | 30 | |
| 1991  | Вторая низшая лига, зона 10 | 11 из 18 | 34 | 8  | 12 | 14 | 32-38 | 28 | |

### Первенство и Кубок России
| Первенство | Первенство                | Первенство | Первенство | Первенство | Первенство | Первенство | Первенство | Первенство | Кубок              | Примечания                             |
| Сезон      | Дивизион                  | Место      | И          | В          | Н          | П          | М          | О          | Кубок              | Примечания                             |
| ---------- | ------------------------- | ---------- | ---------- | ---------- | ---------- | ---------- | ---------- | ---------- | ------------------ | -------------------------------------- |
| 1992       | Первая лига, «Восток»     | 16 из 16   | 30         | 4          | 8          | 18         | 16-49      | 16         | 1/256 (техн. пор.) | Вылет во вторую лигу                   |
| 1993       | Вторая лига, зона 7       | 13 из 13   | 24         | 4          | 3          | 17         | 19-49      | 11         | —                  |                                        |
| 1994       | Вторая лига, «Восток»     | 9 из 9     | 32         | 2          | 4          | 26         | 17-80      | 8          | 1/256              | Снятие по ходу сезона. Расформирование |
|            |                           |            |            |            |            |            |            |            |                    |                                        |
| 1999       | КФК, «Дальний Восток»     | 6 из 6     | 5          | 0          | 1          | 4          | 4-14       | 1          | —                  |                                        |
| 2000       | КФК, «Дальний Восток»     | 6 из 8     | 14         | 4          | 5          | 5          | 13-16      | 17         | —                  |                                        |
| 2001       | КФК, «Дальний Восток»     | 5 из 7     | 12         | 3          | 2          | 7          | 20-22      | 11         | —                  |                                        |
| 2002       | Второй дивизион, «Восток» | 10 из 16   | 30         | 11         | 5          | 14         | 37-37      | 38         | 1/32               |                                        |
| 2003       | Второй дивизион, «Восток» | 5 из 13    | 24         | 12         | 6          | 6          | 44-21      | 42         | 1/128              |                                        |
| 2004       | Второй дивизион, «Восток» | 6 из 10    | 27         | 13         | 5          | 9          | 40-28      | 44         | 1/256              |                                        |
| 2005       | Второй дивизион, «Восток» | 6 из 11    | 30         | 11         | 11         | 8          | 41-34      | 44         | 1/128              |                                        |
| 2006       | Второй дивизион, «Восток» | 5 из 13    | 36         | 15         | 14         | 7          | 45-33      | 59         | 1/256              |                                        |
| 2007       | Второй дивизион, «Восток» | 4 из 11    | 30         | 13         | 10         | 7          | 33-29      | 49         | 1/32               |                                        |
| 2008       | Второй дивизион, «Восток» | из 10      | 27         | 17         | 3          | 7          | 51-21      | 54         | 1/16               |                                        |
| 2009       | Второй дивизион, «Восток» | 6 из 10    | 27         | 9          | 10         | 8          | 35-30      | 37         | 1/128              |                                        |
| 2010       | Второй дивизион, «Восток» | 7 из 11    | 30         | 12         | 10         | 8          | 41-27      | 46         | 1/128              |                                        |
| 2011/12    | Второй дивизион, «Восток» | 8 из 13    | 36         | 12         | 15         | 9          | 47-30      | 51         | 1/64               |                                        |
| 2012/13    | Второй дивизион, «Восток» | 5 из 11    | 30         | 14         | 8          | 8          | 41-29      | 50         | 1/128              |                                        |
| 2013/14    | Первенство ПФЛ, «Восток»  | из 9       | 24         | 12         | 5          | 7          | 33-18      | 41         | 1/256              |                                        |
| 2014/15    | Первенство ПФЛ, «Восток»  | 4 из 9     | 24         | 10         | 8          | 6          | 25-20      | 38         | 1/16               |                                        |
| 2015/16    | Первенство ПФЛ, «Восток»  | из 9       | 24         | 14         | 7          | 3          | 45-25      | 49         | 1/64               |                                        |
| 2016/17    | Первенство ПФЛ, «Восток»  | 4 из 6     | 20         | 7          | 4          | 9          | 25-26      | 25         | 1/128              |                                        |
| 2017/18    | Первенство ПФЛ, «Восток»  | из 6       | 20         | 10         | 3          | 7          | 24-20      | 33         | 1/32               | Расформирование                        |

1. ↑  Команда снялась после 16 игр. В оставшихся — технические поражения со счётом 0:3

#### Достижения
Во втором дивизионе /Первенстве ПФЛ, зона/группа «Восток»
- 1-е место: 2015/16
- 2-е место: 2008, 2017/18
- 3-е место: 2013/14

В Кубке России
В сезоне 2008/2009 года «Смена» впервые в своей истории сыграла в 1/16 финала с клубом Премьер-лиги. Казанский «Рубин», шедший в том сезоне к своему первому чемпионству, комсомольчане принимали на хабаровском стадионе имени Ленина из-за проблем с полем. Основное время завершилось со счётом 1:1, в дополнительном времени счёт не изменился, а в серии пенальти «Рубин» одержал победу 5:3.
В сезоне 2014/2015 «Смена» повторила своё достижение шестилетней давности: клуб вышел в 1/16 финала и вновь в соперниках у «Смены» был клуб Премьер-лиги. В этой встрече «Смена» проиграла московскому «Спартаку» 0:1.
Лучший кубковый бомбардир: Андрей Лодис (4 мяча в розыгрыше Кубка России 2008/2009).

## Главные тренеры (с 2002 года)
- Владимир Сусин (2002—2005)
- Виктор Игнатенко (2005—2012)
- Михаил Семёнов (2012—2016)
- Максим Швецов (2016—2018)